# Patrizio Petrucci
Patrizio Petrucci (Viareggio, 5 ottobre 1943) è un politico italiano.

## Biografia
Impegnato fin da giovane nel settore del volontariato, nel 1978 diventa presidente nazionale dell'Anpas, incarico che ricopre per 16 anni.
Nel 1994 è il candidato dei Progressisti nel collegio uninominale del Senato di Lucca, dove ottiene il 32,2%, venendo così eletto a Palazzo Madama, dove aderisce al gruppo del PDS.
Ricandidato dall'Ulivo nel medesimo collegio del Senato lucchese nel 1996, viene rieletto con il 47,3%, aderendo al gruppo del PDS e successivamente dei DS.
Alle elezioni politiche 2001 è candidato nuovamente dall'Ulivo nel collegio di Lucca, ma viene sconfitto dall'esponente del centrodestra Marcello Pera, che successivamente diventa Presidente del Senato.